# 良保·若瑟·布雷內斯·索洛薩諾
良保·若瑟·布雷內斯·索洛薩諾（西班牙語：Leopoldo José Brenes Solórzano；1949年3月7日—）是尼加拉瓜籍天主教司鐸級樞機及現任馬那瓜總教區總主教。

## 生平
良保·若瑟·布雷內斯·索洛薩諾於1949年3月7日在尼加拉瓜西部馬那瓜省城鎮蒂庫安特佩出生。彌額爾·奧萬多·布拉沃於1974年8月16日將他晉鐸。
教宗若望·保祿二世於1988年2月13日將他任命為馬塔加爾帕教區輔理主教，領邁圖爾拜領銜教區主教銜；彌額爾·奧萬多·布拉沃於同年3月19日將他晉牧。他於1991年升任馬塔加爾帕教區正權主教。他於2005年4月1日接替榮休的彌額爾·奧萬多·布拉沃樞機而出任馬那瓜總教區總主教。
教宗方濟各於2014年2月22日將他擢升為司鐸級樞機，領普拉蒂聖若亞敬堂區司鐸銜。

## 外部連結
- Catholic Hierarchy （页面存档备份，存于）